# Plexippus minor
Plexippus minor är en spindelart som beskrevs av Wesolowska, van Harten 20. Plexippus minor ingår i släktet Plexippus och familjen hoppspindlar. Inga underarter finns listade i Catalogue of Life.